# Bahnstrecke Bamberg–Hof
| |                                                |                                              |                                              |
| Streckennummer (DB): | 5100                                           |                                              |                                              |
| Kursbuchstrecke (DB): | 512, 820, 850                                  |                                              |                                              |
| Streckenlänge: | 127,230 km                                     |                                              |                                              |
| Spurweite: | 1435 mm (Normalspur)                           |                                              |                                              |
| Streckenklasse: | D4                                             |                                              |                                              |
| Stromsystem: | Bamberg–Hochstadt-Marktzeuln: 15 kV, 16,7 Hz ~ |                                              |                                              |
| Maximale Neigung: | 23,0 ‰                                         |                                              |                                              |
| Streckengeschwindigkeit: | 160 km/h                                       |                                              |                                              |
| Zugbeeinflussung: | PZB ZUB 262 (Lichtenfels–Hof Hbf)              |                                              |                                              |
| Zweigleisigkeit: | Bamberg–Marktschorgast Stammbach–Hof Hbf       |                                              |                                              |
| |                                                |                                              |                                              |
| \| \| \| von Nürnberg \| \| \| \| 0,000 \| Bamberg \| 240 m \| \| \| \| nach Scheßlitz \| \| \| \| \| nach Rottendorf und nach Bamberg Hafen \| \| \| \| \| von Höflein \| \| \| \| 2,700 \| Bundesautobahn 70 \| Bundesautobahn 70 \| \| \| 65,163 2,648 \| Hallstadt (b Bamberg) (Abzw) \| Hallstadt (b Bamberg) (Abzw) \| \| \| \| \| \| \| \| 3,455 \| Hallstadt (Hp) \| Hallstadt (Hp) \| \| \| 67,895 5,271 \| Breitengüßbach Süd \| Breitengüßbach Süd \| \| \| 6,600 \| Bundesautobahn 73 \| Bundesautobahn 73 \| \| \| \| Anst Breitengüßbach Muna[1] \| \| \| \| 70,207 7,639 \| Breitengüßbach \| 248 m \| \| \| \| nach Ebern (–Maroldsweisach) \| \| \| \| \| nach Dietersdorf \| \| \| \| 10,700 \| Bundesautobahn 73 \| Bundesautobahn 73 \| \| \| 12,056 \| Ebing \| Ebing \| \| \| 14,249 \| Zapfendorf \| Zapfendorf \| \| \| 80,604 18,000 \| Unterleiterbach \| Unterleiterbach \| \| \| 20,199 \| Ebensfeld \| 254 m \| \| \| \| nach Leipzig Hbf (Schnellfahrstrecke) \| \| \| \| 25,657 \| Bad Staffelstein \| Bad Staffelstein \| \| \| 28,500 \| Bundesautobahn 73 \| Bundesautobahn 73 \| \| \| 31,897 \| Lichtenfels \| 263 m \| \| \| \| nach Coburg (–Eisenach) \| \| \| \| 36,098 \| Michelau (Oberfr) \| Michelau (Oberfr) \| \| \| 40,164 \| Hochstadt-Marktzeuln \| 274 m \| \| \| \| Bundesstraßen 173 und 289 \| \| \| \| \| nach Probstzella (seit 1905) \| \| \| \| \| Main \| \| \| \| 42,000 \| nach Probstzella (bis 1905) \| nach Probstzella (bis 1905) \| \| \| 45,691 \| Burgkunstadt \| Burgkunstadt \| \| \| 51,685 \| Mainroth \| Mainroth \| \| \| 56,620 \| Mainleus \| 302 m \| \| \| \| Weißer Main \| \| \| \| \| von (Bayreuth–) Melkendorf \| \| \| \| \| Bundesstraße 85 \| \| \| \| \| Weißer Main \| \| \| \| 61,977 \| Kulmbach \| 304 m \| \| \| 68,370 \| Untersteinach (b Stadtsteinach) \| Untersteinach (b Stadtsteinach) \| \| \| \| nach Stadtsteinach \| \| \| \| 70,726 \| Ludwigschorgast \| Ludwigschorgast \| \| \| 74,362 \| Neuenmarkt-Wirsberg \| 348 m \| \| \| \| nach Bayreuth \| \| \| \| \| Verbindungskurve von Neuenmarkt-Wirsberg Süd \| \| \| \| 75,598 \| Neuenmarkt-Wirsberg Ost (Bft) \| Neuenmarkt-Wirsberg Ost (Bft) \| \| \| \| Bundesstraße 303 \| \| \| \| \| Schiefe Ebene \| \| \| \| 81,823 \| Marktschorgast \| 506 m \| \| \| 86,400 \| Falls \| Falls \| \| \| \| nach Gefrees \| \| \| \| 93,050 \| Stammbach \| 581 m \| \| \| \| Bundesstraße 289 \| \| \| \| \| Bundesautobahn 9 \| \| \| \| \| von Helmbrechts \| \| \| \| 102,971 \| Münchberg \| 536 m \| \| \| \| Bundesstraße 2 \| \| \| \| \| nach Zell \| \| \| \| 109,560 \| Seulbitz \| Seulbitz \| \| \| \| Sächsische Saale \| \| \| \| 113,750 \| Förbau \| 509 m \| \| \| 116,214 \| Schwarzenbach (Saale) \| Schwarzenbach (Saale) \| \| \| \| Bundesstraße 289 \| \| \| \| \| Lamitz \| \| \| \| \| von Weiden (Oberpf) \| \| \| \| \| von Cheb \| \| \| \| 121,615 \| Oberkotzau (Keilbahnhof) \| 485 m \| \| \| \| Bundesstraße 15 \| \| \| \| 124,821 \| Saaleviadukt (164 m) \| Saaleviadukt (164 m) \| \| \| 125,100 \| Hof-Moschendorf \| Hof-Moschendorf \| \| \| 127,230 \| Hof Hbf \| 495 m \| \| \| \| nach Bad Steben \| \| \| \| \| nach Leipzig Bayer Bf \| \| \| \| \| \| \| \| Quellen: [2][3][4] \| \| \| \| |                                                |                                              |                                              |
| Strecke |                                                | von Nürnberg                                 | von Nürnberg                                 |
| Bahnhof | 0,000                                          | Bamberg                                      | 240 m                                        |
| Abzweig geradeaus und ehemals nach rechts |                                                | nach Scheßlitz                               | nach Scheßlitz                               |
| Abzweig geradeaus und nach links |                                                | nach Rottendorf und nach Bamberg Hafen       | nach Rottendorf und nach Bamberg Hafen       |
| Abzweig geradeaus und von links |                                                | von Höflein                                  | von Höflein                                  |
| Strecke mit Straßenbrücke | 2,700                                          | Bundesautobahn 70                            | Bundesautobahn 70                            |
| Blockstelle | 65,163 2,648                                   | Hallstadt (b Bamberg) (Abzw)                 | Hallstadt (b Bamberg) (Abzw)                 |
| Abzweig geradeaus und nach links · Strecke von rechts |                                                |                                              |                                              |
| Haltepunkt / Haltestelle · Strecke | 3,455                                          | Hallstadt (Hp)                               | Hallstadt (Hp)                               |
| Dienststation / Betriebs- oder Güterbahnhof · Dienststation / Betriebs- oder Güterbahnhof | 67,895 5,271                                   | Breitengüßbach Süd                           | Breitengüßbach Süd                           |
| Strecke mit Straßenbrücke · Strecke mit Straßenbrücke | 6,600                                          | Bundesautobahn 73                            | Bundesautobahn 73                            |
| Abzweig geradeaus und ehemals von rechts · Strecke |                                                | Anst Breitengüßbach Muna                     | Anst Breitengüßbach Muna                     |
| Bahnhof · Bahnhof | 70,207 7,639                                   | Breitengüßbach                               | 248 m                                        |
| Strecke · Abzweig geradeaus und nach links |                                                | nach Ebern (–Maroldsweisach)                 | nach Ebern (–Maroldsweisach)                 |
| Strecke · Abzweig geradeaus und nach links |                                                | nach Dietersdorf                             | nach Dietersdorf                             |
| Strecke mit Straßenbrücke · Strecke mit Straßenbrücke | 10,700                                         | Bundesautobahn 73                            | Bundesautobahn 73                            |
| Haltepunkt / Haltestelle · Strecke | 12,056                                         | Ebing                                        | Ebing                                        |
| Haltepunkt / Haltestelle · Strecke | 14,249                                         | Zapfendorf                                   | Zapfendorf                                   |
| Dienststation / Betriebs- oder Güterbahnhof · Dienststation / Betriebs- oder Güterbahnhof | 80,604 18,000                                  | Unterleiterbach                              | Unterleiterbach                              |
| Haltepunkt / Haltestelle · Strecke | 20,199                                         | Ebensfeld                                    | 254 m                                        |
| Strecke · Strecke nach links |                                                | nach Leipzig Hbf (Schnellfahrstrecke)        | nach Leipzig Hbf (Schnellfahrstrecke)        |
| Bahnhof | 25,657                                         | Bad Staffelstein                             | Bad Staffelstein                             |
| Strecke mit Straßenbrücke | 28,500                                         | Bundesautobahn 73                            | Bundesautobahn 73                            |
| Bahnhof | 31,897                                         | Lichtenfels                                  | 263 m                                        |
| Abzweig geradeaus und nach links |                                                | nach Coburg (–Eisenach)                      | nach Coburg (–Eisenach)                      |
| Haltepunkt / Haltestelle | 36,098                                         | Michelau (Oberfr)                            | Michelau (Oberfr)                            |
| Bahnhof | 40,164                                         | Hochstadt-Marktzeuln                         | 274 m                                        |
| Strecke mit Straßenbrücke |                                                | Bundesstraßen 173 und 289                    | Bundesstraßen 173 und 289                    |
| Abzweig geradeaus und nach links |                                                | nach Probstzella (seit 1905)                 | nach Probstzella (seit 1905)                 |
| Brücke über Wasserlauf |                                                | Main                                         | Main                                         |
| Abzweig geradeaus und ehemals nach links | 42,000                                         | nach Probstzella (bis 1905)                  | nach Probstzella (bis 1905)                  |
| Haltepunkt / Haltestelle | 45,691                                         | Burgkunstadt                                 | Burgkunstadt                                 |
| Haltepunkt / Haltestelle | 51,685                                         | Mainroth                                     | Mainroth                                     |
| Bahnhof | 56,620                                         | Mainleus                                     | 302 m                                        |
| Brücke über Wasserlauf |                                                | Weißer Main                                  | Weißer Main                                  |
| Abzweig geradeaus und von rechts |                                                | von (Bayreuth–) Melkendorf                   | von (Bayreuth–) Melkendorf                   |
| Strecke mit Straßenbrücke |                                                | Bundesstraße 85                              | Bundesstraße 85                              |
| Brücke über Wasserlauf |                                                | Weißer Main                                  | Weißer Main                                  |
| Bahnhof | 61,977                                         | Kulmbach                                     | 304 m                                        |
| Bahnhof | 68,370                                         | Untersteinach (b Stadtsteinach)              | Untersteinach (b Stadtsteinach)              |
| Abzweig geradeaus und nach links |                                                | nach Stadtsteinach                           | nach Stadtsteinach                           |
| Haltepunkt / Haltestelle | 70,726                                         | Ludwigschorgast                              | Ludwigschorgast                              |
| Bahnhof | 74,362                                         | Neuenmarkt-Wirsberg                          | 348 m                                        |
| Abzweig geradeaus und nach rechts |                                                | nach Bayreuth                                | nach Bayreuth                                |
| Abzweig geradeaus und von rechts |                                                | Verbindungskurve von Neuenmarkt-Wirsberg Süd | Verbindungskurve von Neuenmarkt-Wirsberg Süd |
| Blockstelle | 75,598                                         | Neuenmarkt-Wirsberg Ost (Bft)                | Neuenmarkt-Wirsberg Ost (Bft)                |
| Strecke mit Straßenbrücke |                                                | Bundesstraße 303                             | Bundesstraße 303                             |
| Strecke |                                                | Schiefe Ebene                                | Schiefe Ebene                                |
| Bahnhof | 81,823                                         | Marktschorgast                               | 506 m                                        |
| ehemaliger Bahnhof | 86,400                                         | Falls                                        | Falls                                        |
| Abzweig geradeaus und ehemals nach rechts |                                                | nach Gefrees                                 | nach Gefrees                                 |
| Bahnhof | 93,050                                         | Stammbach                                    | 581 m                                        |
| Brücke |                                                | Bundesstraße 289                             | Bundesstraße 289                             |
| Strecke mit Straßenbrücke |                                                | Bundesautobahn 9                             | Bundesautobahn 9                             |
| Abzweig geradeaus und von links |                                                | von Helmbrechts                              | von Helmbrechts                              |
| Bahnhof | 102,971                                        | Münchberg                                    | 536 m                                        |
| Brücke |                                                | Bundesstraße 2                               | Bundesstraße 2                               |
| Abzweig geradeaus und ehemals nach rechts |                                                | nach Zell                                    | nach Zell                                    |
| Haltepunkt / Haltestelle | 109,560                                        | Seulbitz                                     | Seulbitz                                     |
| Brücke über Wasserlauf |                                                | Sächsische Saale                             | Sächsische Saale                             |
| Haltepunkt / Haltestelle | 113,750                                        | Förbau                                       | 509 m                                        |
| Bahnhof | 116,214                                        | Schwarzenbach (Saale)                        | Schwarzenbach (Saale)                        |
| Strecke mit Straßenbrücke |                                                | Bundesstraße 289                             | Bundesstraße 289                             |
| Brücke über Wasserlauf |                                                | Lamitz                                       | Lamitz                                       |
| Abzweig geradeaus und von rechts |                                                | von Weiden (Oberpf)                          | von Weiden (Oberpf)                          |
| Abzweig geradeaus und von rechts |                                                | von Cheb                                     | von Cheb                                     |
| Bahnhof | 121,615                                        | Oberkotzau (Keilbahnhof)                     | 485 m                                        |
| Strecke mit Straßenbrücke |                                                | Bundesstraße 15                              | Bundesstraße 15                              |
| Brücke über Wasserlauf | 124,821                                        | Saaleviadukt (164 m)                         | Saaleviadukt (164 m)                         |
| ehemaliger Haltepunkt / Haltestelle | 125,100                                        | Hof-Moschendorf                              | Hof-Moschendorf                              |
| Bahnhof | 127,230                                        | Hof Hbf                                      | 495 m                                        |
| Abzweig geradeaus und nach links |                                                | nach Bad Steben                              | nach Bad Steben                              |
| Strecke |                                                | nach Leipzig Bayer Bf                        | nach Leipzig Bayer Bf                        |
| |                                                |                                              |                                              |
| Quellen: |                                                |                                              |                                              |

Die Bahnstrecke Bamberg–Hof ist eine weitgehend zweigleisige Hauptbahn in Bayern. Sie verläuft von Bamberg über Lichtenfels, Kulmbach, Neuenmarkt-Wirsberg und Münchberg nach Hof.
Im Rahmen des Verkehrsprojekts Deutsche Einheit Nr. 8 wird parallel zur Strecke Bamberg–Hof zwischen Bamberg und Ebensfeld die Schnellfahrstrecke Eltersdorf–Leipzig gebaut. Der erste Ausbauabschnitt wurde 2017 in Betrieb genommen, zukünftig soll die Trasse zwischen Bamberg und Ebensfeld durchgehend viergleisig sein.

## Geschichte

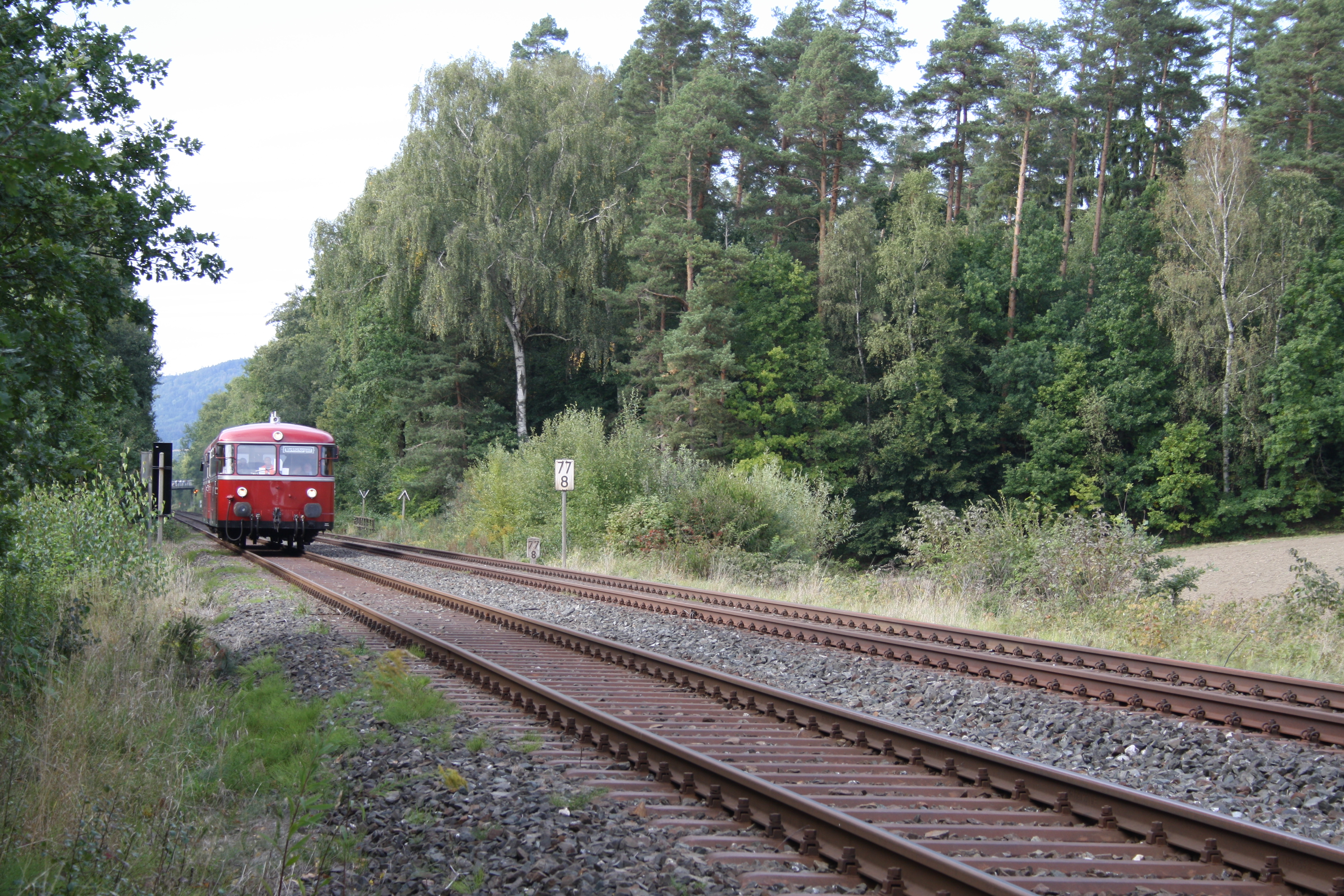
Schienenbus VT 98 des DDM auf der Schiefen Ebene

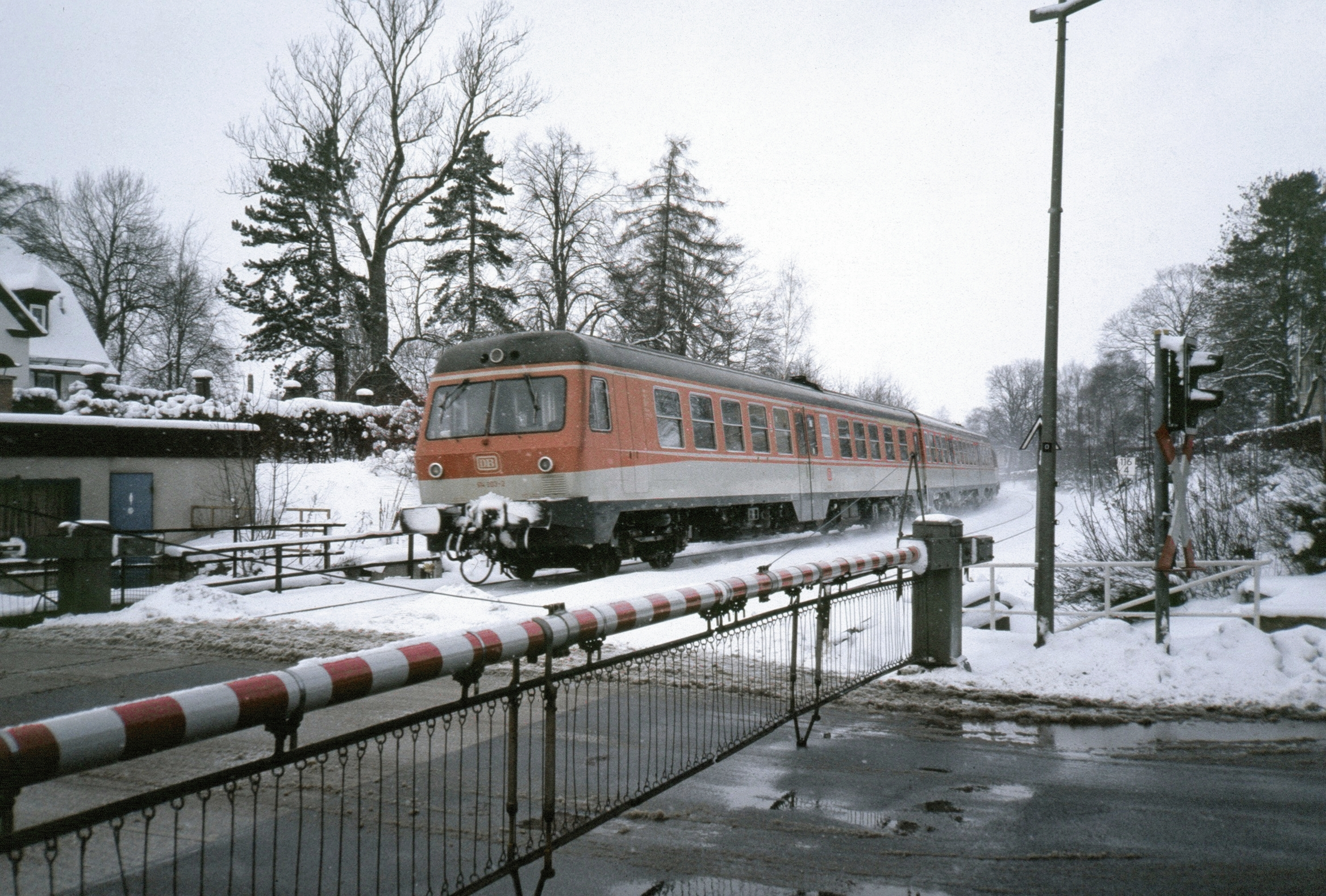
VT 614 in Schwarzenbach an der Saale, 1986

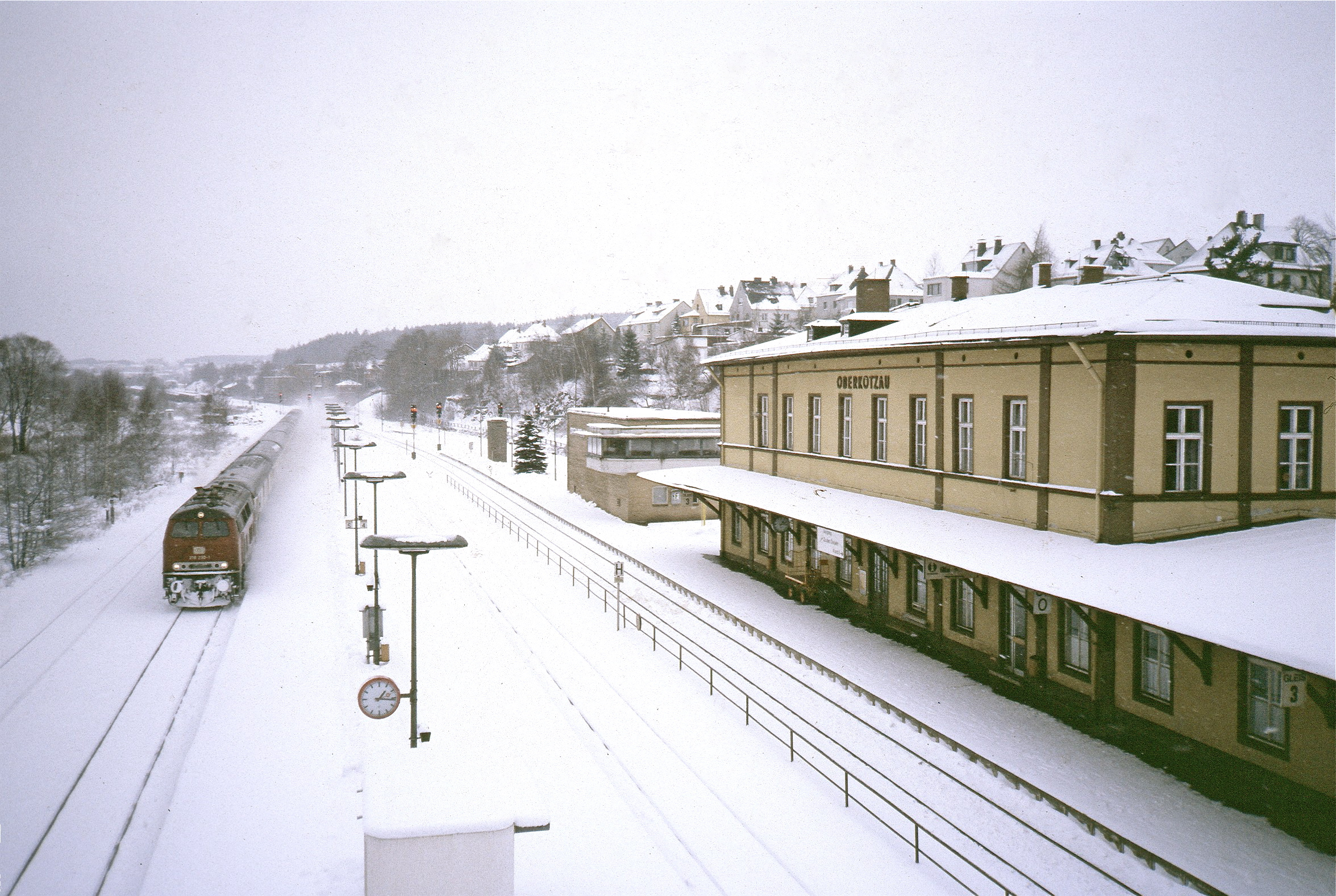
Schnellzug bei der Durchfahrt durch den Bahnhof Oberkotzau, 1986

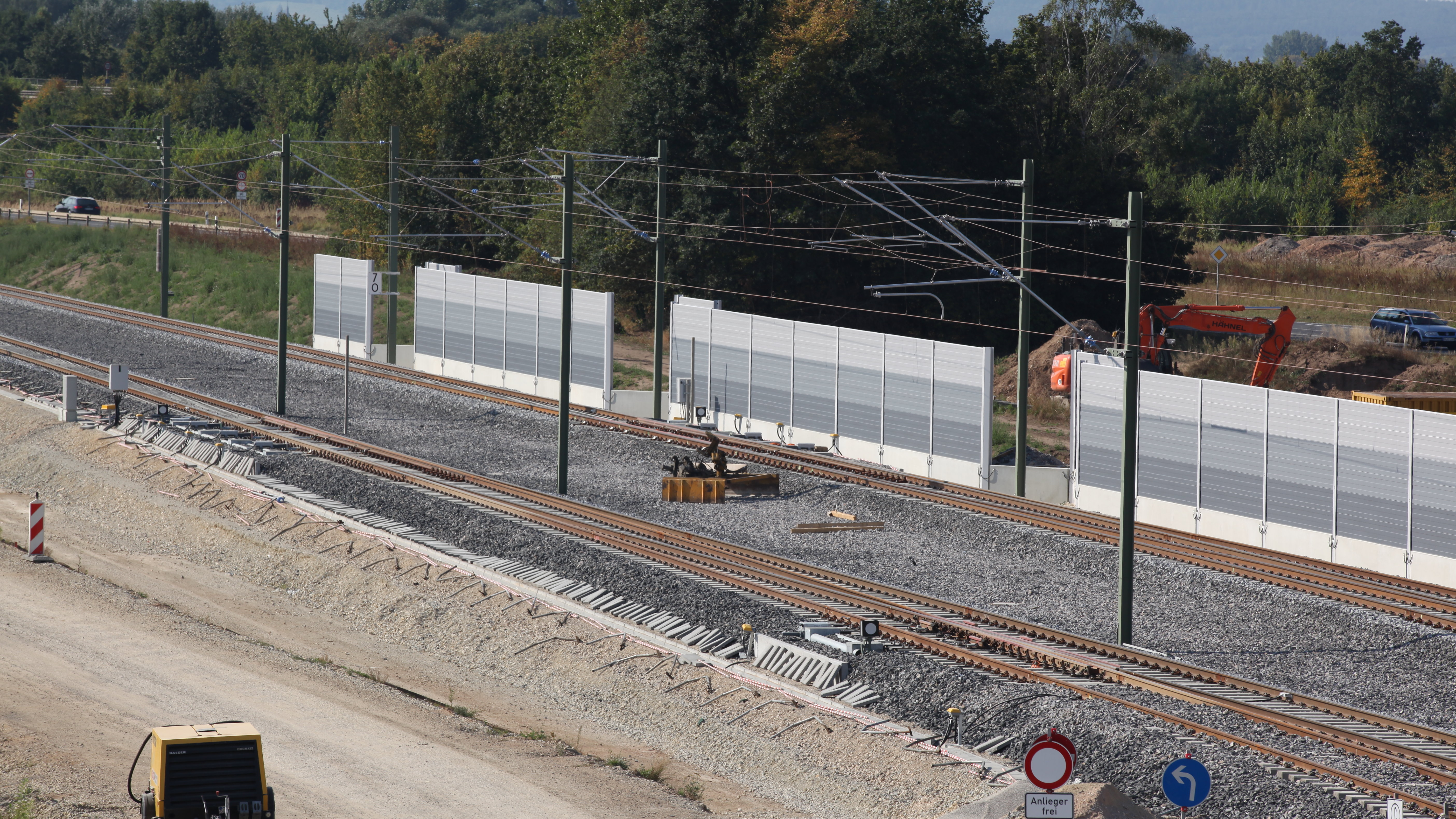
ABS Nürnberg–Ebensfeld

Die Strecke wurde als Teil der Ludwig-Süd-Nord-Bahn von Lindau (Bodensee) nach Hof erbaut. Sie entstand durch die Königlich Bayerische Staatsbahn in drei Etappen zwischen 1846 und 1848. Die Erweiterung der ursprünglich eingleisigen Strecke um ein zweites Gleis erfolgte 1891, die Elektrifizierung von Bamberg nach Hochstadt-Marktzeuln und weiter über die Frankenwaldbahn nach Saalfeld konnte am 10. Mai 1939 abgeschlossen werden. In den 1960er Jahren wurde das zweite Streckengleis zwischen Marktschorgast und Stammbach wegen zu geringen Verkehrsaufkommens rückgebaut.

### Eröffnungsdaten
- 15. Februar 1846: Bamberg – Lichtenfels[5]
- 15. Oktober 1846: Lichtenfels – Neuenmarkt-Wirsberg[6]
- 1. November 1848: Neuenmarkt-Wirsberg – Hof[7]

### Zwischenfälle
Am Nachmittag des 12. Mai 1907 entgleiste aufgrund einer Gleisverwerfung wegen großer Hitze der Schnellzug Berlin–München (D 40) im Bereich des Bahnhofs Ebensfeld bei etwa 80 km/h. Alle Wagen entgleisten, ernsthaft verletzt wurde jedoch niemand.

### ABS Nürnberg–Ebensfeld
Parallel zur Bestandsstrecke entstehen zwischen Bamberg und Ebensfeld zwei Gleise der Ausbaustrecke. Die Ausbaustrecke wird für Geschwindigkeiten von bis zu 230 km/h trassiert. Der Verknüpfungspunkt der beiden Strecken ist der neue Überholbahnhof Unterleiterbach südlich von Ebensfeld.
Im Zuge des Ausbaus zwischen Breitengüßbach und Zapfendorf wurde die Strecke zwischen Lichtenfels und Bamberg von 11. Januar bis 4. September 2016 voll gesperrt. Dabei wurden die Stationen Breitengüßbach, Ebing, Zapfendorf und Ebensfeld barrierefrei ausgebaut (Bahnsteighöhe: 55 cm). Die barrierefreie Ausstattung war aufgrund eines Verkehrsaufkommens von weniger als 1000 Ein-/Aussteigern pro Tag zunächst nicht vorgesehen. Der Bund entschied während der laufenden Planfeststellung, den barrierefreien Ausbau zu finanzieren. Die Nachrüstung von Aufzügen wurde planrechtlich gesondert betrachtet, die Aufzüge gingen 2017 in Betrieb.
Im Zuge einer vom 26. bis 29. März 2021 geplanten Vollsperrung gingen ein neuer Bahnsteige und neue Gleisanlagen in Hallstadt in Betrieb. Vom 1. bis 5. Dezember 2021 folgt eine weitere Vollsperrung, um die beiden neuen Gleise bei Hallstadt anzubinden.

### Planungen zu weiterer Elektrifizierung
Im März 2013 wurden Pläne des bayerischen Wirtschaftsministeriums bekannt, die Strecke zwischen Hof und Hochstadt vollständig zu elektrifizieren. Die Elektrifizierung soll in den Bundesverkehrswegeplan aufgenommen werden. Die Finanzierung ist jedoch noch unklar.
Das kurze Stück zwischen Oberkotzau und Hof soll im Rahmen des Bahnausbaus Nordostbayern (Ostkorridor Süd, TEN-Kernnetzkorridors Skandinavien–Mittelmeer) elektrifiziert werden.

## Streckenbeschreibung

### Verlauf

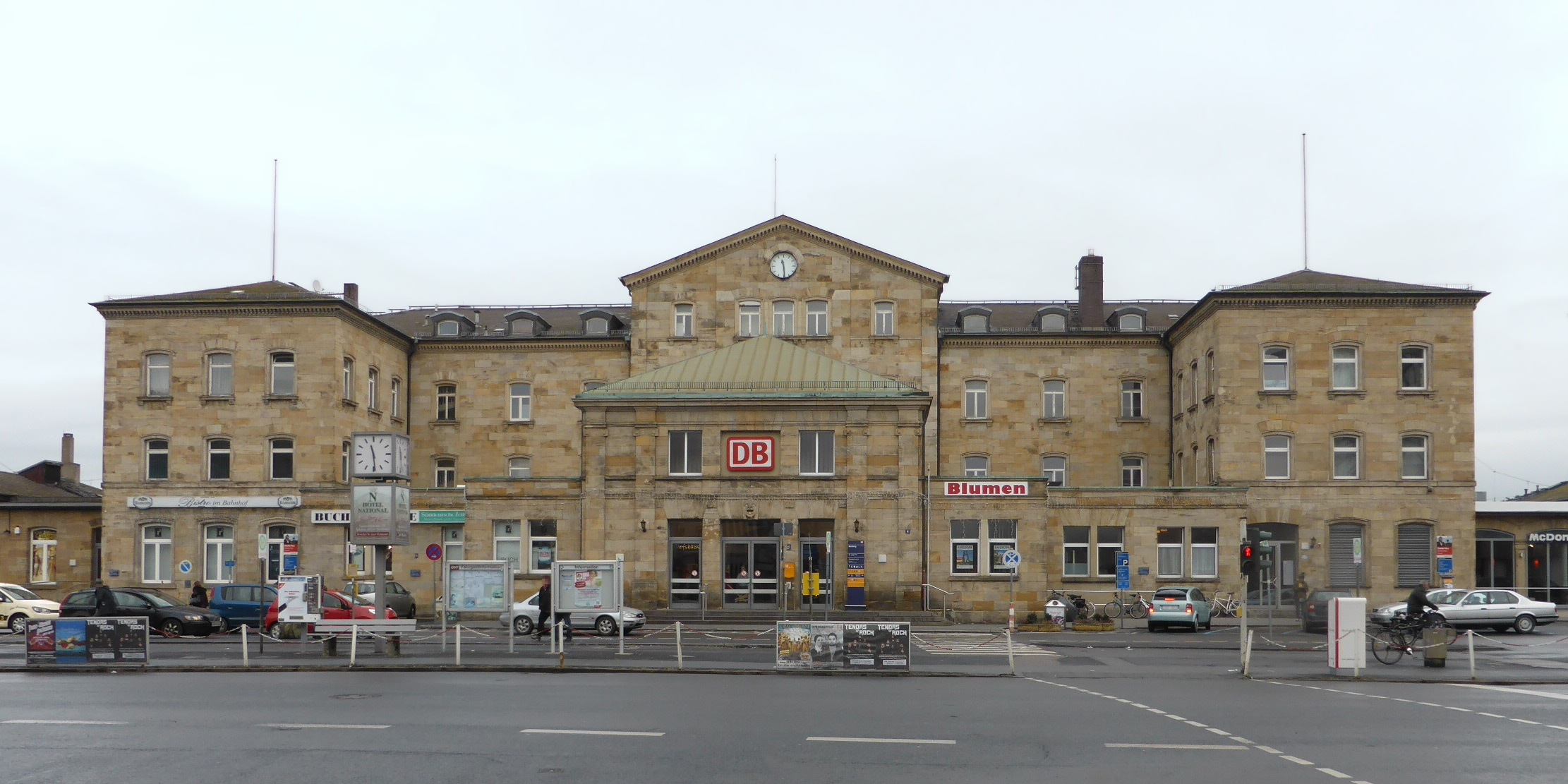
Bahnhof Bamberg

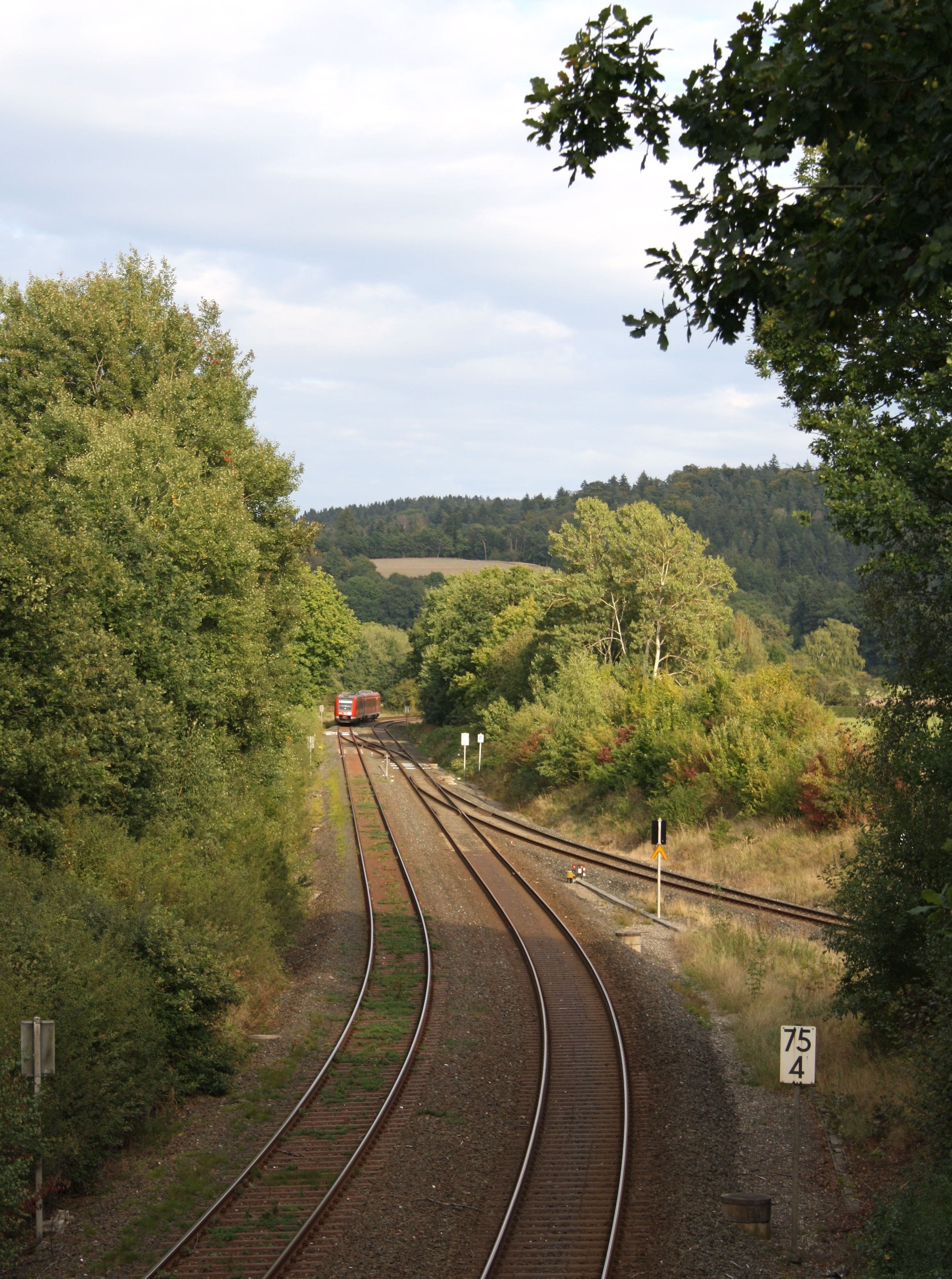
Fuß der Schiefen Ebene, von rechts die Schlömener Kurve

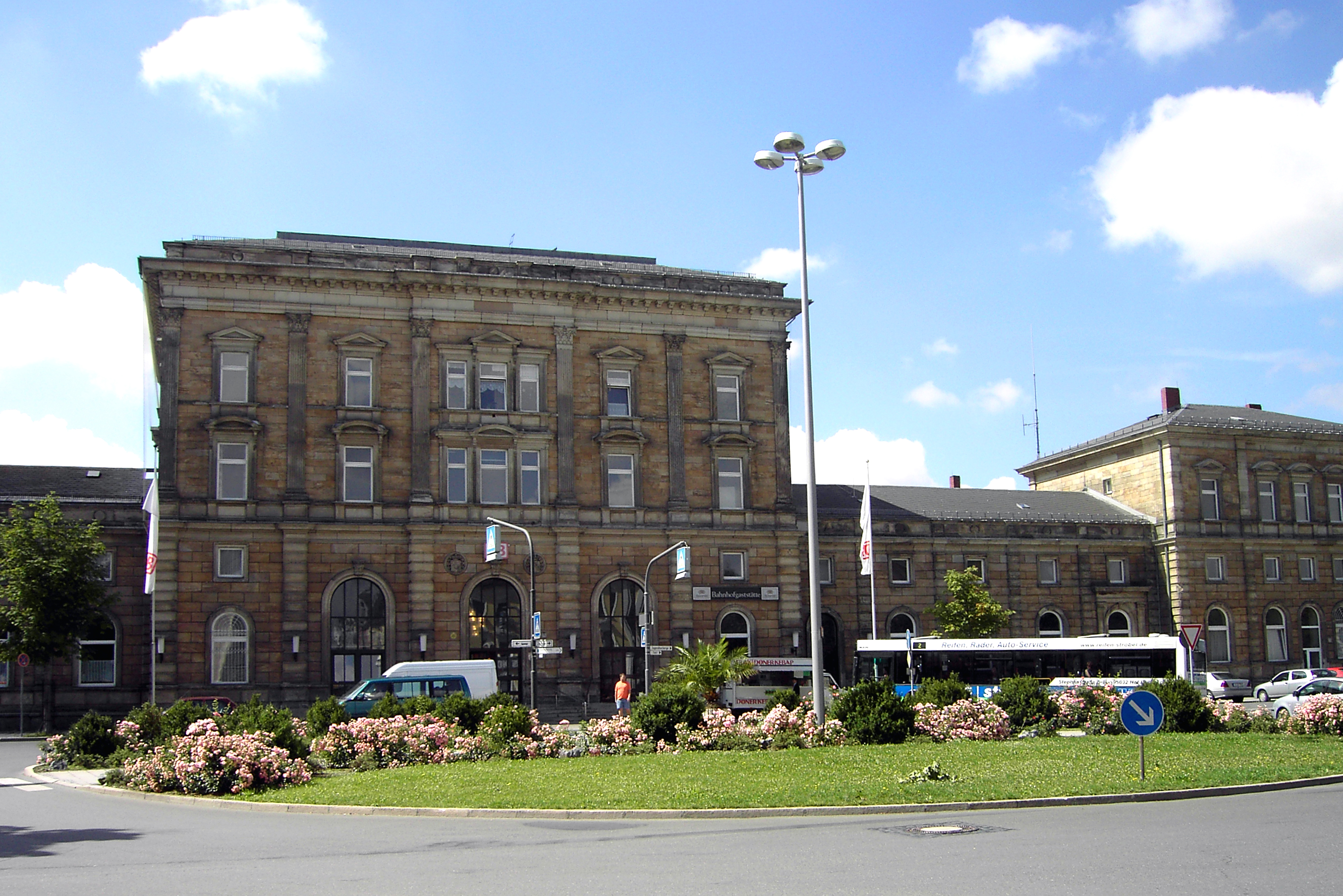
Hof Hauptbahnhof

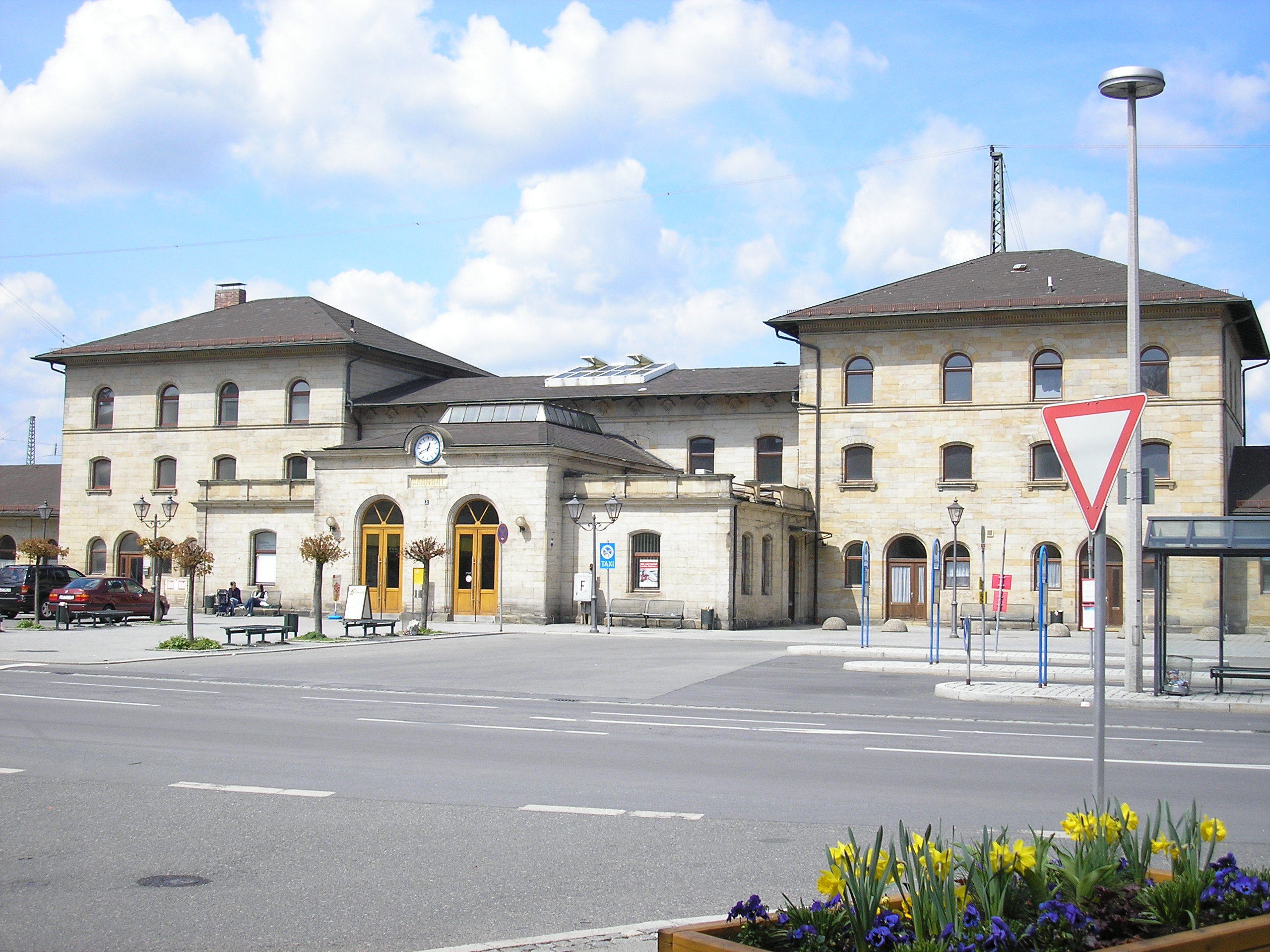
Bahnhofsgebäude von Lichtenfels

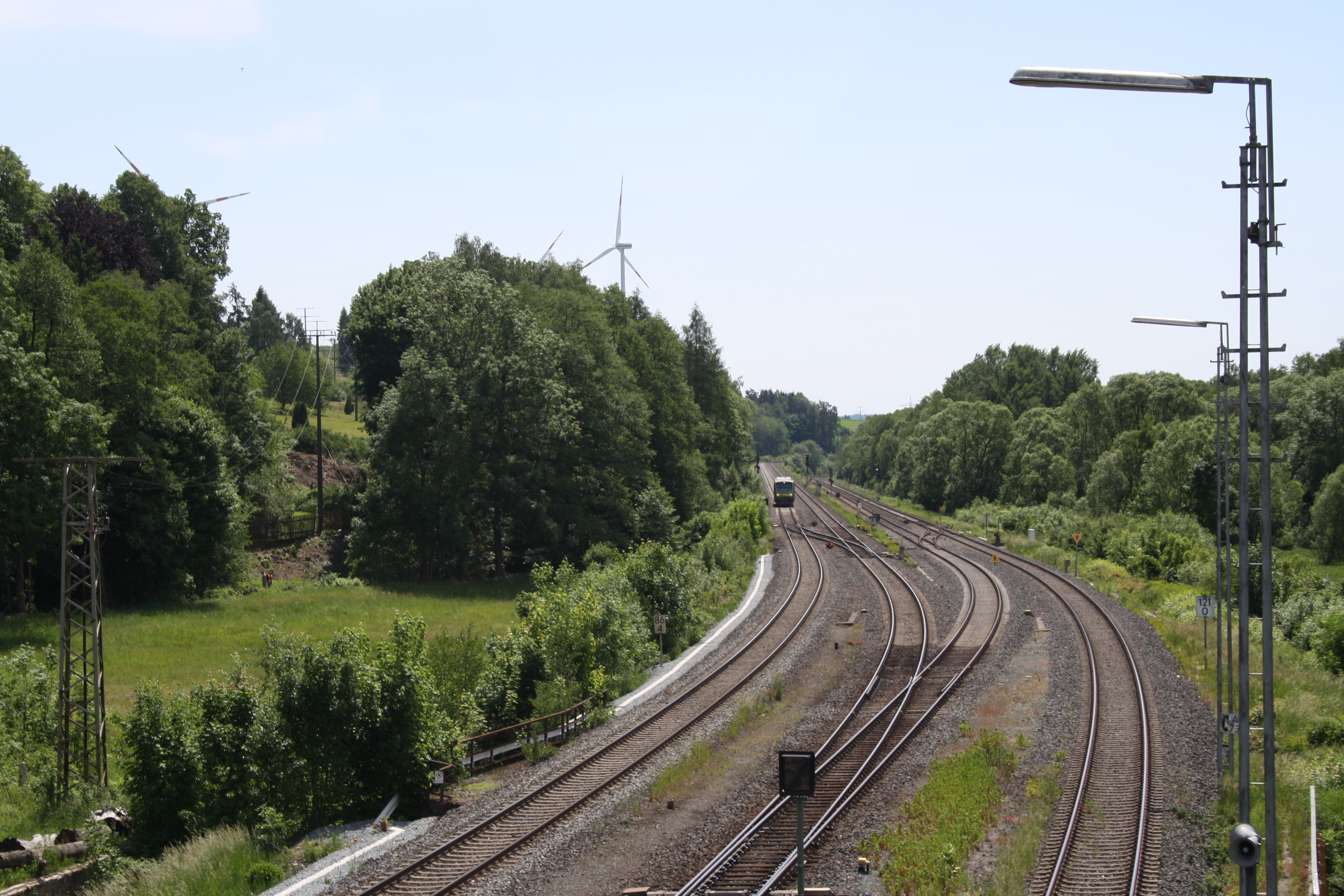
Trennung der Strecken nach Weiden (links) und Bamberg in Oberkotzau

Nach dem Beginn der Strecke im Bamberger Bahnhof zweigen die stillgelegte Nebenbahn nach Scheßlitz sowie die Hauptbahn nach Rottendorf ab, die bis auf Höhe der Kleingartensiedlung parallel verläuft und dann nach Nordwesten abbiegt. Von links trifft ein Verbindungsgleis von der Rottendorfer Strecke auf die Trasse, die im Anschluss die Bundesautobahn 70 unterquert, am Westrand von Hallstadt vorbeiführt und parallel zur Bundesstraße 4 verlaufend Breitengüßbach erreicht. Nach dem Bahnhof zweigen die Nebenbahn nach Ebern und die stillgelegte und abgebaute Nebenbahn nach Dietersdorf ab. Die Strecke unterquert die Bundesautobahn 73 und verläuft parallel zum Main. Über die Bahnhöfe Ebing, Zapfendorf, Ebensfeld, an dem die Schnellfahrstrecke nach Erfurt abzweigt, und Bad Staffelstein erreicht die Strecke Lichtenfels, wo die Werrabahn nach Coburg abzweigt.
Vom Bahnhof Lichtenfels aus verläuft die Strecke bis einschließlich Mainleus wieder parallel zum Main. In Hochstadt-Marktzeuln zweigt die Frankenwaldbahn nach Ludwigsstadt und Saalfeld ab, in Kulmbach stieß bis 1993 die Lokalbahn von Thurnau und Bayreuth auf die Strecke. Über Untersteinach und Ludwigschorgast erreicht die Strecke den Bahnhof Neuenmarkt-Wirsberg, der in der Vergangenheit ein eigenes Bahnbetriebswerk besaß. Es beherbergt heute das Deutsche Dampflokomotiv-Museum. Nach dem Bahnhof zweigt die Strecke nach Bayreuth ab, von der nur wenige Meter entfernt das als Schlömener Kurve bezeichnete Verbindungsgleis auf die Strecke nach Hof trifft. In Anschluss daran führt die Strecke über die Schiefe Ebene hinauf zum Bahnhof Marktschorgast, ab dessen Ende sie bis Stammbach eingleisig ist. Über Münchberg und Schwarzenbach an der Saale erreicht die Strecke Oberkotzau, vereinigt sich dort mit den Strecken aus Weiden und Selb, überquert bei Moschendorf die Saale und erreicht den Endbahnhof Hof.

### Ausbauzustand
Die Strecke ist von Bamberg bis Hochstadt-Marktzeuln zweigleisig ausgebaut und elektrifiziert. Die anschließende Strecke bis Hof ist nicht elektrifiziert, aber bis auf den eingleisigen Abschnitt Marktschorgast–Stammbach ebenfalls zweigleisig. Die Streckenhöchstgeschwindigkeit liegt bei 160 km/h.

## Verkehr
Bis zum Fahrplanwechsel im Dezember 2017 und der damit folgenden Verlagerung des Fernverkehrs auf die Schnellfahrstrecke Nürnberg–Erfurt fuhren auf der Strecke von Bamberg über Lichtenfels bis Hochstadt-Marktzeuln Intercity-Express-Züge der Linie München–Nürnberg–Leipzig–Berlin(–Hamburg) im Stundentakt. Zum Einsatz kamen ICE-T-Neigetechnikzüge der Baureihe 411.
Seitdem besteht nur noch eine ICE-Verbindung unter der Woche von Lichtenfels aus über Bamberg nach München. Des Weiteren verkehrt zweistündlich ein IC Linie 61 von Leipzig nach Karlsruhe mit Halt in Bamberg und Lichtenfels. In der Nacht bedient ein IC-Zugpaar der Linie 17 sechsmal pro Woche die Strecke.
Auf dem Abschnitt Bamberg–Lichtenfels verkehrt stündlich ein Regional-Express (RE) des Franken-Thüringen-Expresses von Nürnberg nach Saalfeld/Saale über Bamberg, Lichtenfels und Kronach (RE 14). Alle zwei Stunden verkehrt dieser mit einem Zugteil nach Sonneberg über Coburg (RE 28), der in Lichtenfels vom RE 14 getrennt wird. Zudem verkehrt zweistündlich ein RE Bamberg–Lichtenfels–Hof/Bayreuth. Das Angebot wird durch die stündliche Regionalbahn-Linie Bamberg–Lichtenfels–Kronach ergänzt, die stündlich verkehrt.
Die Regional-Express-Züge nach Sonneberg/Saalfeld bestehen aus für 160 km/h zugelassenen Triebzügen vom Typ Siemens Desiro HC (Baureihe 1462). Die Linie Bamberg–Hof/Bayreuth wird aufgrund der engen Kurvenradien auf der Schiefen Ebene und der nicht elektrifizierten Abschnitte Hochstadt-Marktzeuln–Hof/Bayreuth von den dieselangetriebenen Neigetechnikzügen der Baureihe 612 befahren, die im Systemhalt Neuenmarkt-Wirsberg getrennt bzw. vereinigt werden.
Seit Dezember 2013 kommt die Baureihe 612 nur noch im Zweistundentakt zwischen Lichtenfels und Bayreuth/Hof zum Einsatz. In der jeweils anderen Stunde verkehren zwischen Bamberg und Bayreuth/Hof Fahrzeuge der Baureihe 641. Damit wurde die bis Dezember 2013 umsteigefreie Verbindung Würzburg–Bayreuth/Hof in Bamberg gebrochen, da zwischen Bamberg und Würzburg Elektrotriebzüge der Baureihe 425 die bisherigen Leistungen der Baureihe 612 übernommen haben.
Die Bahngesellschaft Agilis bedient seit 2011 als Gewinner der Ausschreibung der Bayerischen Eisenbahngesellschaft auf der Bahnstrecke Bamberg–Hof folgende Linien:
- von Ebern über Breitengüßbach nach Bamberg (Stundentakt)
- von Bad Rodach über Lichtenfels und Neuenmarkt-Wirsberg nach Weiden (Stundentakt)
- von Helmbrechts über Münchberg und Hof Hbf nach Bad Steben (Zweistundentakt)
- einzelne Züge Bamberg – Lichtenfels
- einzelne Züge Kulmbach – Münchberg

seit Dezember 2012 auch Hof – Marktredwitz.
Zwischen Marktschorgast und Hof befahren die Regional-Express-Züge von Nürnberg über Bayreuth nach Hof die Strecke.

### E-Netz Franken
Zum Fahrplanwechsel im Dezember 2011 sollte sich auf dieser Strecke eine Änderung bei den Regionalexpressen vollziehen.
Es war geplant, neue Triebwagen der Baureihe 442 auf der Strecke nach Sonneberg einzusetzen. Dieser RE sollte aus zwei kuppelbaren Zugteilen bestehen. Die Zugteilung war jeweils abwechselnd in Bamberg (für den RE nach Würzburg Hbf) oder in Lichtenfels (für den RE nach Jena Saalbahnhof) vorgesehen. Da die Baureihe 442 (Talent 2) Liefer- und Zulassungsschwierigkeiten hatte, konnte dieses Konzept erst ein Jahr später zum Fahrplanwechsel im Dezember 2012 in Kraft treten.

### Zweiteilung
Die bis Dezember 2013 durchgehende RE-Linie Würzburg–Bamberg–Lichtenfels–Bayreuth/Hof wurde im Dezember 2013 zweigeteilt. Damit wird das unwirtschaftliche Fahren mit Dieselzügen unter Fahrdraht vermieden. Die DB Regio Franken gewann Anfang 2013 die Ausschreibung im Bereich Main-Spessart. Seit Dezember 2013 wird die Linie Frankfurt (Main)–Würzburg–Bamberg durch DB Regio Bayern Verkehrsbetrieb Franken bedient. Die Linie Bamberg–Lichtenfels–Bayreuth/Hof ging an die DB Regio Bayern Verkehrsbetrieb Nordostbayern über. Inzwischen verkehrt die Baureihe 440 auf der RE-Linie Würzburg–Bamberg und ersetzt die Baureihe 425. Die Linie Bamberg–Bayreuth/Hof wurde seit Dezember 2013 mit Dieseltriebwagen der Baureihe 641 bedient.